# Titularbistum Tabae
Tabae (ital.: Tabe) ist ein Titularbistum der römisch-katholischen Kirche. 
Es geht zurück auf ein untergegangenes Bistum der antiken Stadt Tabai in der kleinasiatischen Landschaft Karien in der heutigen südwestlichen Türkei, der der Kirchenprovinz Stauropolis zugeordnet war.
| Titularbischöfe von Tabae |                                  |                                                 |                 |                   |
| Nr.                       | Name                             | Amt                                             | von             | bis               |
| 1                         | Alois Benziger OCD               | Koadjutorbischof von Quilon (Indien)            | 17 Jul 1900     | 16 Aug 1905       |
| 2                         | Manuel Antônio de Oliveira Lopes | Koadjutorbischof von Ceará (Brasilien)          | 25. Januar 1908 | 26. November 1910 |
| 3                         | Jean-Marie-Alexandre Morice      | emeritierter Bischof von Les Cayes (Haiti)      | 22. Juni 1914   | 19. August 1934   |
| 4                         | Assuero Teogano Bassi SX         | Apostolischer Vikar von Loyang (Republik China) | 28. Januar 1935 | 11. April 1946    |
| 5                         | Édouard Jetté                    | Weihbischof in Joliette (Kanada)                | 3. Januar 1948  | 30. Januar 1988   |
| 6                         | Gerard Paul Bergie               | Weihbischof in Hamilton (Kanada)                | 11. Juli 2005   | 14. August 2010   |
| 7                         | Wilson Luís Angotti Filho        | Weihbischof in Belo Horizonte (Brasilien)       | 4. Mai 2011     | 15. April 2015    |
| 8                         | Paolo Bizzeti SJ                 | Apostolischer Vikar von Anatolien (Türkei)      | 14. August 2015 |                   |